# Raffaele Gioia
Raffaele Gioia (né en 1757 à San Massimo dans la province de Campobasso, et mort le 26 juillet 1805 à San Massimo) est un peintre italien, actif dans le royaume de Naples.

## Biographie
Il apprend le métier auprès de son père Alessandro. Il est également influencé par Paolo Gamba et par Fedele Fischetti dont il fut l'élève puis l'assistant. Il meurt avec sa fille pendant un tremblement de terre.
Gioia est l'auteur des tableaux suivants à la cathédrale d'Isernia: Le Christ donnant les clefs à saint Pierre (maître-autel), Le Christ et la femme adultère, Le Christ au temple avec les docteurs (chœur), La Vierge des Douleurs et Saint Michel avec saint Nicandre, saint Marcien et saint Vit (autels latéraux). Il peint aussi pour la cathédrale de Bojano, Le Baptême d'un roi et Le Sermon de saint Barthélémy (1793). Une église de Venafro conserve un de ses tableaux. L'église paroissiale de Pettoranello del Molise présente des fresques de 1804 figurant la Vie de la Vierge et le tableau du maître-autel représentant l'Assomption de la B.V.M., tableau restauré en 1872 par James Vernier.

## Source de la traduction
- (en) Cet article est partiellement ou en totalité issu de l’article de Wikipédia en anglais intitulé « Raffaele Gioia » (voir la liste des auteurs).